# Scopula suffidaria
Scopula suffidaria là một loài bướm đêm trong họ Geometridae.